# Lars Rademacher
Lars Rademacher (* 1972) ist ein deutscher Medienwissenschaftler. 2008 bis 2014 hatte er eine Professur an einer Privathochschule in München und war zugleich deren Pressesprecher. Seit 2014 ist er Professor für Public Relations im Fachbereich Media der Hochschule Darmstadt. Er lehrt in den Studiengängen Onlinekommunikation, Onlinejournalismus und Medienentwicklung. Seit Januar 2018 ist er Vorsitzender des Deutschen Rates für Public Relations (DRPR).

## Schriften
- Public Relations und Kommunikationsmanagement, Verlag für Sozialwissenschaften, Wiesbaden 2009, zzgl. Diss. Univ. Siegen 2009, ISBN 978-3-531-16221-8.
- (Hrsg.): Distinktion und Deutungsmacht: Studien zu Theorie und Pragmatik der Public Relations. 2005, VS Verlag für Sozialwissenschaften, Wiesbaden, ISBN 978-3-531-14556-3
- mit Alexander Schmitt-Geiger (Hrsg.): Litigation-PR: Alles was Recht ist: Zum systematischen Stand der strategischen Rechtskommunikation. 2012, VS Verlag für Sozialwissenschaften, Wiesbaden, ISBN 978-3-531-18201-8
- mit Ansgar Zerfaß, Stefan Wehmeier (Hrsg.): Organisationskommunikation und Public Relations: Forschungsparadigmen und neue Perspektiven. 2013, VS Verlag für Sozialwissenschaften, Wiesbaden,
- mit Kerstin Liesem: Die Macht der Strategischen Kommunikation, Nomos-Verlag Baden-Baden 2018, ISBN 978-3-8452-7799-8.
- mit Nadine Remus (Hrsg.): Handbuch NGO-Kommunikation. 2018, VS Verlag für Sozialwissenschaften, Wiesbaden, ISBN 978-3-531-18807-2.
- mit Peter Szyszka: PR-Perspektiven, Springer VS Wiesbaden 2024, ISBN 978-3-658-43591-2.